# Dioon spinulosum
Espèce
Statut de conservation UICN

 EN A2acd : En danger
Statut CITES
Dioon spinulosum est une plante de l'ordre des Cycadales et de la famille des Zamiaceae.

## Liste des variétés
Selon Tropicos (26 juin 2014) :
- variété Dioon spinulosum var. spinulosum